# Чайкино (Ярославская область)
Чайкино — деревня в Гаврилов-Ямском районе Ярославской области. Входит в состав Митинского сельского поселения.

## История
В 1965 г. Указом Президиума ВС РСФСР деревня Плешива переименована в Чайкино.

## Население
| 2007 | 2010 |
| ---- | ---- |
| 6    | ↘5   |